# جبل الحلو (سوريا)
جبل الحلو هو مجموعة من الجبال تقع في غرب سورية يحدها من الشرق سهل الحولة ومن الغرب وادي النصارى ومنطقة صافيتا، ممتدة بين محافظات حماة، حمص وطرطوس في غرب سوريا شمال الحدود اللبنانية بحوالي 15 إلى 20 كم. تتميز منطقة جبل الحلو بامتداد المرتفعات والوديان ووجود مجموعة من البلدات والمصايف فوق المرتفعات، كما أن لها أهمية سياحية لما فيها من غابات خضراء وينابيع وبساتين وطبيعة خلابة ومناخ حيد. يصل ارتفاع جبل الحلو إلى 1100م.
من البلدات والقرى في جبل الحلو:
شين وهي مركز ناحية، برشين، رباح ، مقلس، المزرعة، كفرام، مشتى الحلو، الكفارين، الزعفرانة الغربية، أوتان، الجويخات، عيون الوادي، طريز، جب البستان، المرانة.الصويري

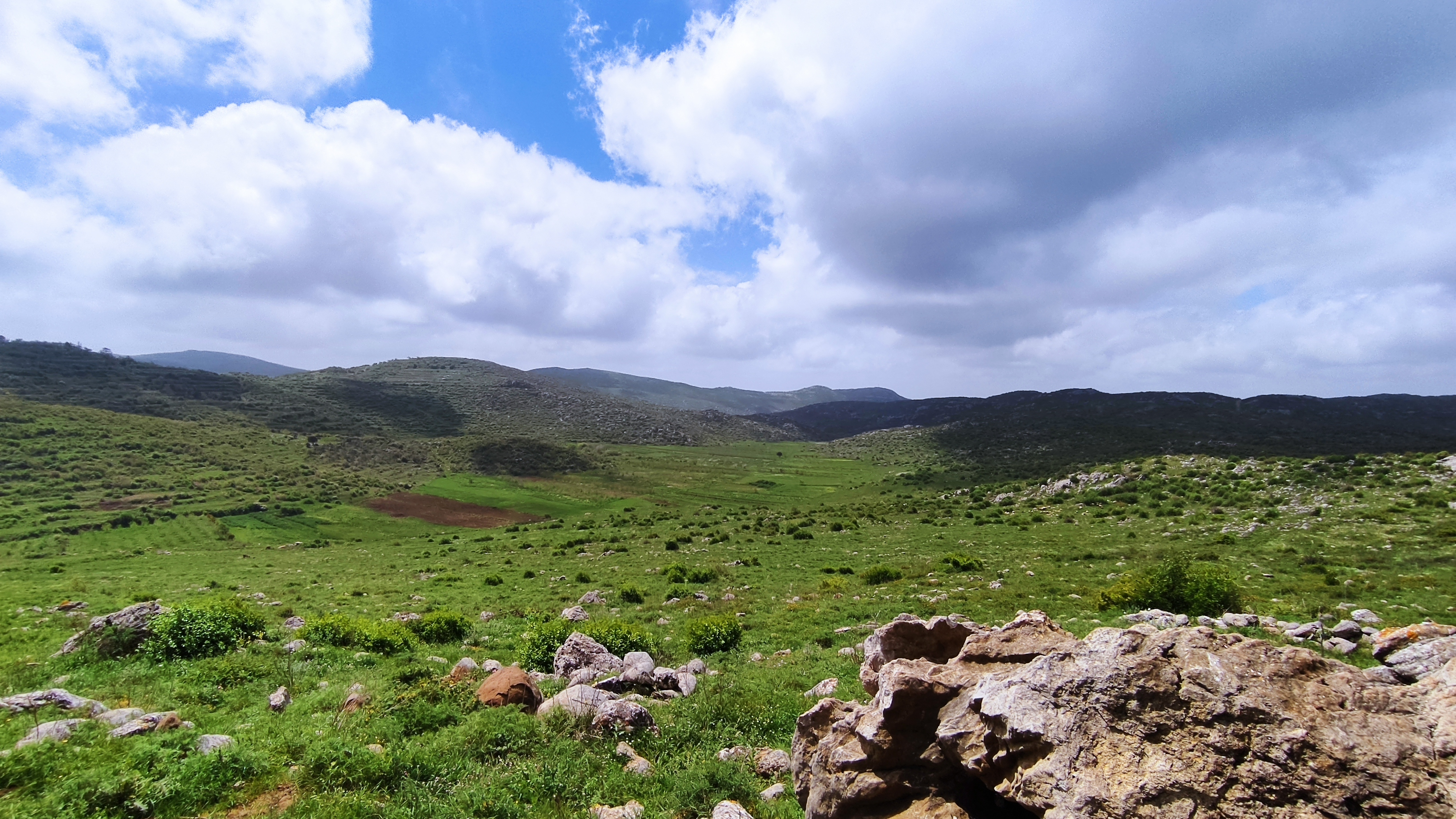
غابات جبل الحلو

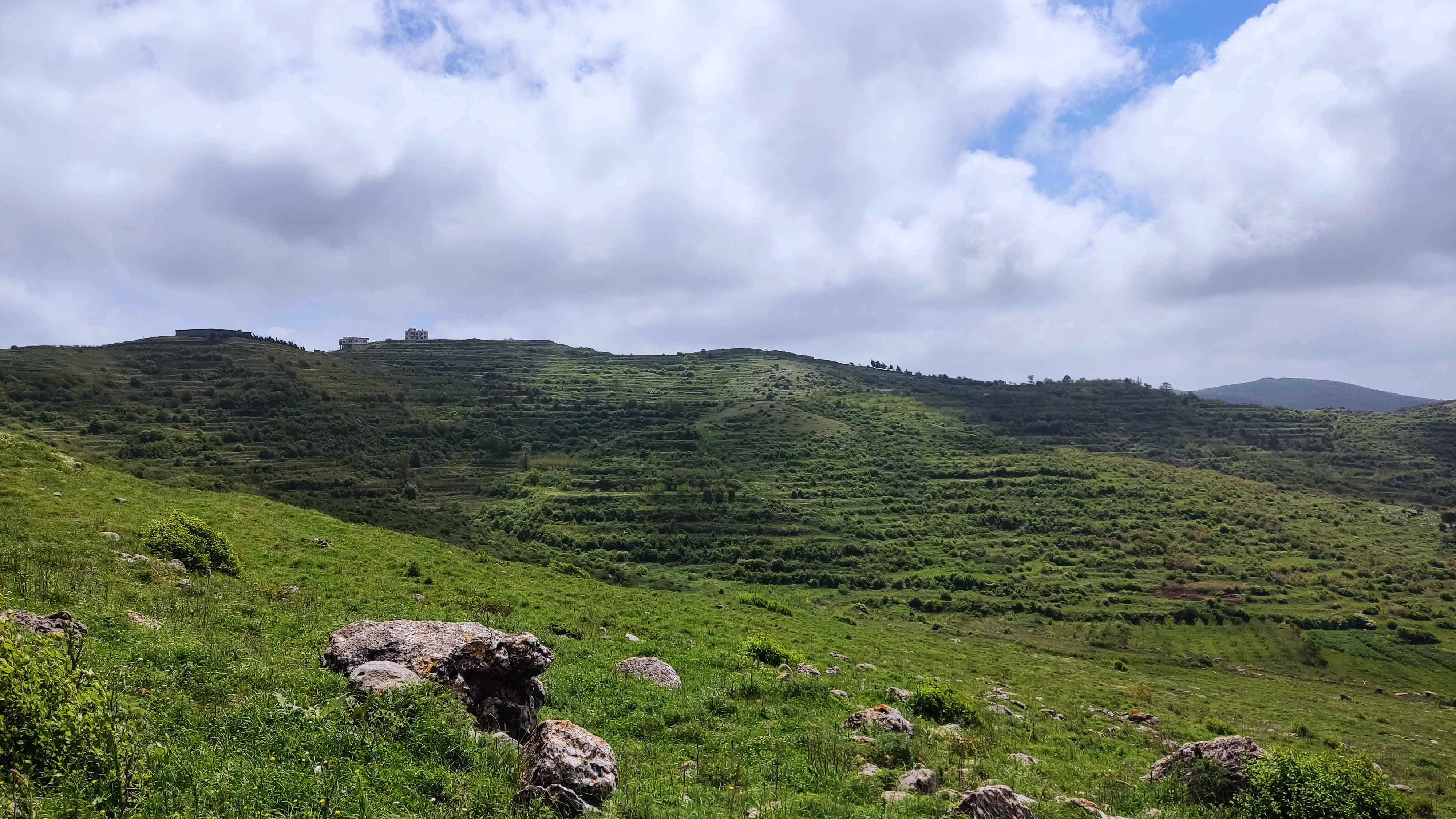
غابات جبل الحلو

كانت مريمين عاصمة جبل الحلو تاريخياً منذ العصر الحجري وحتى سنة 573م. كما أن مناطق كفر كمرة وعوج وبشنين ونيصاف نهاية جبل الحلو من الشمال، والسفوح الشمالية الشرقية لجبل الحلو بما فيها برشين وكفرام، كانت تدعى جرد بعرين حتى القرن التاسع عشر الميلادي.

## وصلات خارجية
- الموقع على خرائط قوقل.